# Bad Traunstein
Bad Traunstein osztrák mezőváros Alsó-Ausztria Zwettli járásában. 2019 januárjában 1020 lakosa volt. 

## Elhelyezkedése

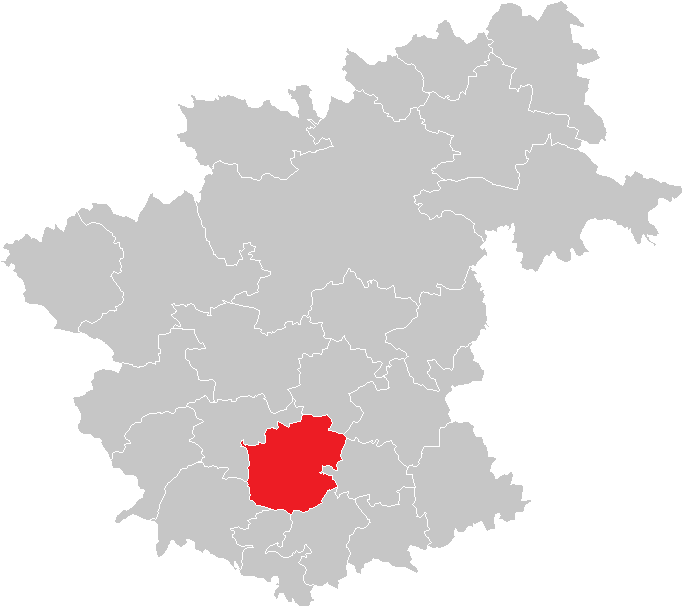
Bad Traunstein a Zwettli járásban

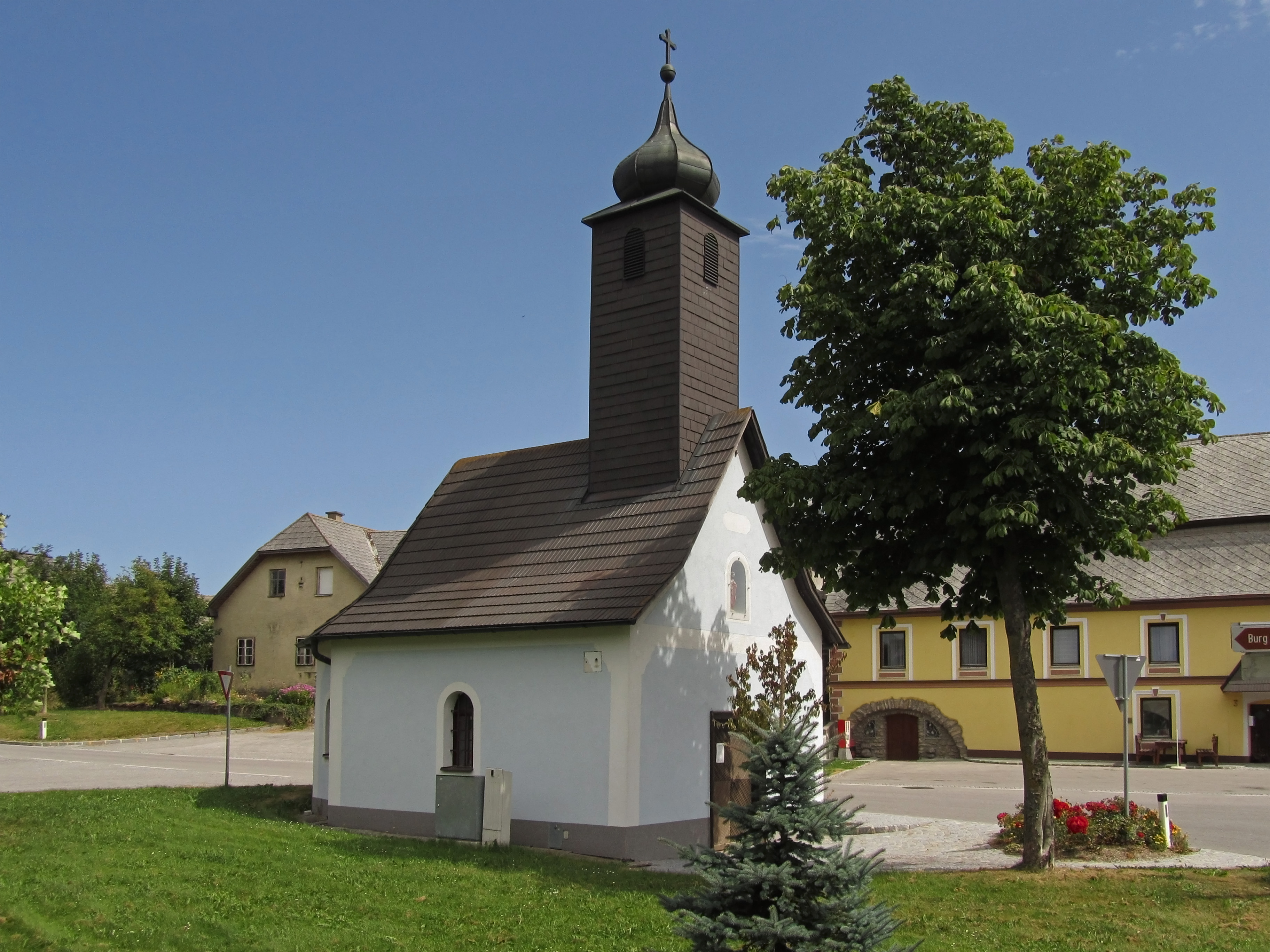
Spielberg kápolnája

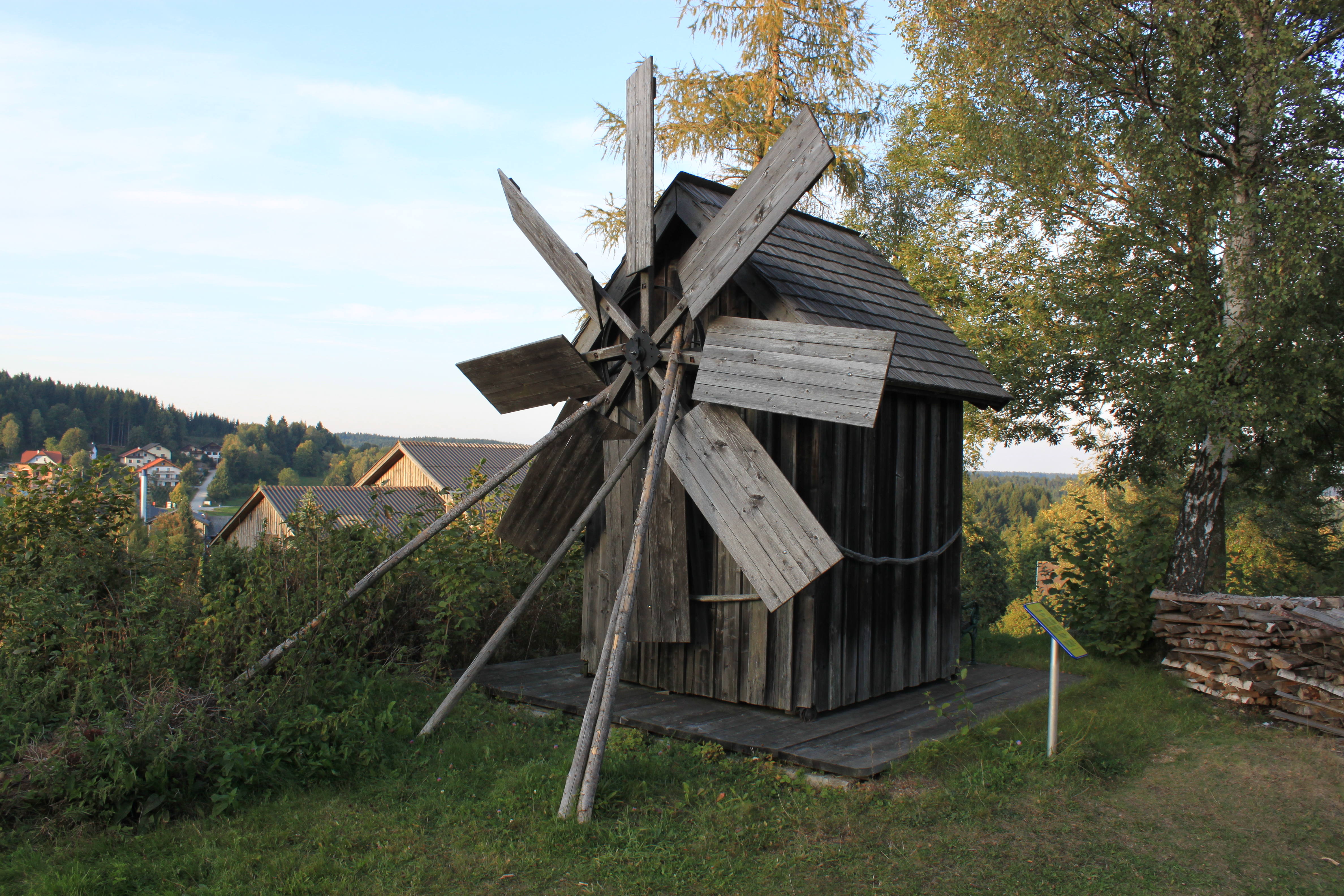
A traunsteini szélmalom

Bad Traunstein Alsó-Ausztria Waldviertel régiójában fekszik. Legmagasabb pontja a 958 méteres Wachtstein. Területének 58,8%-a erdő. Az önkormányzat 14 településrészt és falut egyesít: Bad Traunstein (307 lakos 2019-ben), Biberschlag (32), Dietmanns (80), Gürtelberg (10), Haselberg (40), Hummelberg (76), Kaltenbach (81), Pfaffings (29), Prettles (18), Schönau (61), Spielberg (84), Stein (87), Walterschlag (23) és Weidenegg (92). A kataszteri közösségek Biberschlag, Dietmanns, Gürtelberg, Haselberg, Hummelberg, Kaltenbach, Moderberg Amt, Pfaffings, Schönau, Spielberg, Stein, Bad Traunstein és Walterschlag.
A környező önkormányzatok: északra Grafenschlag, északkeletre Sallingberg, keletre Ottenschlag, délkeletre Martinsberg, délre Gutenbrunn, délnyugatra Bärnkopf, északnyugatra Schönbach.

## Története
Traunstein a 12. század végén jött létre, nevét feltehetően a Traun nemesi nemzetségről kapta. Templomát Ernst von Traun alapította. 1209-ben a passaui püspök önálló egyházközséggé nyilvánította Traunsteint. Az 1296-os nemesi lázadás után I. Albert herceg kettéosztotta a birtokot a Dachsbergek és a Starhembergek között. 1580-ban mezővárosi jogokat kapott, ami együtt járt évi három vásár tartásával. 
1968-ban Spielberg, Moderberg és Traunstein az utóbbi neve alatt egyesült. 2006 után Traunstein rivalizálásba kezdett a szomszédos Ottenschlaggal az egészségturizmus helyi vezető szerepéért, ennek keretében 18 millió eurós beruházással létesítettek egy egészségcentrumot, amely többek között iszapfürdőt is tartalmaz. A település 2010-ben felvette a Bad Traunstein nevet.

## Lakosság
A Bad Traunstein-i önkormányzat területén 2019 januárjában 1020 fő élt. A lakosságszám a csúcspontját 1880-ben érte el 1601 fővel, azóta többé-kevésbé folyamatos csökkenés tapasztalható. 2017-ben a helybeliek 98,6%-a volt osztrák állampolgár; a külföldiek közül 0,4% a régi (2004 előtti), 0,1% az új EU-tagállamokból érkezett. 2001-ben a lakosok 97,1%-a római katolikusnak, 1,4% pedig felekezeten kívülinek vallotta magát. 
A lakosság számának változása:

| 2016 | 1 041 |
| 2018 | 1 036 |

## Látnivalók
- a Szt. György-plébániatemplom
- Spielberg kápolnája
- az 1920 után épült, fából készült szélmalom

## Fordítás
- Ez a szócikk részben vagy egészben  a   Bad Traunstein című német Wikipédia-szócikk ezen változatának fordításán alapul.  Az eredeti cikk szerkesztőit annak laptörténete sorolja fel. Ez a jelzés csupán a megfogalmazás eredetét és a szerzői jogokat jelzi, nem szolgál a cikkben szereplő információk forrásmegjelöléseként.